# 신비 (1979년)
신비(1979년 10월 19일 ~ )는 대한민국의 가수이다.

## 주요 이력
1999년 피아니스트 첫 데뷔하였고 이후 2008년 가수 데뷔하였다.

## 학력
- 계원예술고등학교
- 숭의여자대학교 피아노학과
- 안양대학교 피아노학과

## 음반
- 2008년 - 《자기야 파이팅》
- 2009년 - 《몰라요》
- 2011년 - 《안녕하세요》
- 2017년 - 《알면서》
- 2020년10월12일 발매《넌 내꺼야》

## 홍보대사
- 독도사랑운동본부 지킴이 홍보대사
- 한구 유소년 태권도 홍보대사
- 국제 격투기 무도연맹 홍보대사

## 유튜브 신비의사우나
가수신비와 사랑.우정.나눔을 함께해요~